# ANAクラウンプラザホテル新潟
ANAクラウンプラザホテル新潟（エーエヌエークラウンプラザホテルにいがた、英称：ANA CROWNE PLAZA HOTEL NIIGATA）は、新潟県新潟市中央区に所在する宿泊施設。

## 概要
前身は、1963年6月11日開業のホテル新潟。1986年5月に旧館を解体し1988年4月に現在の建物が新築オープンした。2008年12月1日、ANAクラウンプラザホテル新潟としてオープンした。施設の保有は引き続きリンコーコーポレーションで、運営がIHG・ANA・ホテルズグループジャパンに委託された。

## 施設
【レストラン・バー】
- オールデイダイニング シーズンカフェ
- 和食ダイニング 蔵
- 中国料理 天壇
- 割烹 萬代
- スカイバー リオンドール
- 売店 ナチュラルプレイス

## 交通・アクセス方法
- JR新潟駅より北へ約750m（徒歩：約10分）
- 新潟交通 万代シテイバスセンターより北へ約550m（徒歩：約7分）

- 佐渡汽船ターミナルから
  - タクシー利用約5分

- 高速道路
  - 新潟西IC・新潟中央ICより 約20分
  - 新潟亀田ICより 約15分

- 新潟空港から
  - タクシー利用 約20分
  - リムジンバス利用（約25分） 「新潟駅南口」下車 徒歩約18分
  - 路線バス利用（約33分） 「万代シテイ」下車 徒歩約6分